# 浅井信好
浅井 信好（あさい のぶよし、1983年12月10日 - ）は、日本の舞踏家、演出家、振付家であり、月灯りの移動劇場主宰、Cie PIERRE MIROIR芸術監督。

## 人物
1997年よりストリートダンスを開始し、SMAPやサカナクションなどのミュージックビデオやコンサートの振付を担当。その他に「嫌われ松子の一生」（主演：中谷美紀）、「バブルへGO」（主演：広末涼子）などの映画やCMの振付も多数行う。
2006年~2011年までパリ市立劇場を創作拠点とする山海塾に所属する傍ら、2010年にはポーラ美術財団在外研修員としてベルリンで活動を行う。2011年から文化庁新進芸術家海外研修制度在外研修員としてイスラエルのバットシェバ舞踏団へ派遣、その他、Clipa TheaterやMaria Kongといったダンスカンパニーでも活動。2009年よりソロ作品を年２作品ペースで世界各国の劇場やフェスティバルとの共同製作にて発表し、若手現代美術家にとって最高峰と言われるアルテ・ラグナ国際アートアワード2012（ベネツィア）において、日本人初となる特別賞を受賞。
ファッションブランド（NIKE、Levis、CHARRIOL、individualsentiments、Cote et Ciel、PIGALLE等）への作品提供や東信（フラワーアーティスト）、山本基（現代美術家）とのコラボレーション作品なども国内外で発表。その他にも、ダミアン・ジャレ＋名和晃平『VESSEL』、ダレン・ジョンストン『Zero Point』、ナセラ・ベラザ『La Travers』らの作品にダンサーとして世界ツアーに参加。これまでに35ヶ国150都市以上で公演や展覧会を行っている。
その他、画家黒田アキと作曲家渋谷慶一郎とパリオペラ座バレエ団エトワールのジェレミー・ベランガールとともに、パリのサブロン劇場にて『COSMOGARDEN10』を発表。
国内では名古屋を創作拠点に移動式の野外劇場を使った《月灯りの移動劇場》を主宰。
2017年より、アーティストのプラットフォーム「黄金4422BLDG.」の代表を務める。
現在、名古屋市の魅力を伝える「名古屋観光文化交流特命大使」を名古屋市から委嘱される。

## 略歴
- 1983年 - 愛知県、名古屋市に生まれる。
- 1997年 - ストリートダンサーとして活動。
- 2003年 - CF、映画、ミュージックビデオを中心に振付家として活動。
- 2004年 - ニューヨークを拠点にコンテンポラリーダンサーとして活動。
- 2006年 - 世界的に著名な舞踏団 《山海塾》に所属。（2011年まで所属）
- 2006年 - シリーズ「Fata Morgana」の制作を開始し、国内外で公演や展覧会へ出展を開始。
- 2010年 - 公益財団法人ポーラ美術振興財団在外研修員として、ベルリンを拠点に舞踏家、現代美術家として活動。
- 2012年 - 文化庁新進芸術家研修制度で、テル・アビブを拠点とする《バットシェバ舞踊団》に派遣。
- 2013年 - パリを拠点にダンスカンパニー《Cie PIERRE MIROIR》を創設。
- 2015年 - リンナイ旧部品センター（名古屋市）を創作拠点に《月灯りの移動劇場》を創設。
- 2017年 - アーティストプラットフォーム《黄金4422BLDG.》を創設。

## 受賞歴
- 2002年 - WORLD HIP-HOP CAMPIONSHIP 1st （アメリカ）
- 2006年 - 第6回朝日舞台芸術賞グランプリ受賞及びキリンダンスサポート（日本）
- 2009年 - International Photography Awards  1st PLACE（アメリカ）
- 2010年 - 財団法人ポーラ美術振興財団から平成22年度在外研修員（ドイツ）
- 2011年 - 平成23年度 文化庁新進芸術家海外研修制度研修員 （イスラエル）
- 2011年 - universidad complutense de madridへのアーカイブ保存（スペイン）
- 2012年 - University of Limerickへのアーカイブ保存（アイルランド）
- 2013年 - ベネツィアアルセナーレ ARTE ART PRIZE LAGUNA12.13 特別賞（イタリア）
- 2013年 - Festival international de dance contemporaine  D'ABIDJAN 最優秀作品賞（コートジボワール）
- 2014年 - 愛知県芸術文化選奨新人賞受賞（日本）
- 2014年 - エルサレム国際振付家コンペティション ファイナリスト（イスラエル）
- 2015年 - NEXTREAM21コンペティション 最優秀賞（日本）
- 2017年 - 名古屋観光文化交流特命大使に任命（日本）
- 2017年 - グッドデザイン賞受賞（日本）
- 2017年 - Asian Solo&Duo Challenge for MASDANZA NDA賞受賞（韓国）
- 2017年 - VIII Premios PADベスト照明デザイン賞にノミネート（スペイン）

## 《舞台》演出、振付歴
- 2003年 - デュオ作品『M』を演出・振付。（初演：The Doors/東京）
- 2003年 - ソロ作品『深海』を演出・振付。（初演：MOSIC/東京）
- 2005年 - ソロ作品『錦秋』を演出・振付。（初演：Magyar Allami Operahaz/ブダペスト）
- 2006年 - ソロ作品『Mather’s』を演出・振付。（初演：本多劇場/東京）
- 2006年 - ソロ作品『語らない男』を演出・振付。（初演：ルーテル市ヶ谷/東京）
- 2009年 - ソロ作品『TSUBAKI』を演出・振付。（共同プロデュース：Plan-B - 初演：Plan-B/東京）
- 2010年 - ソロ作品『TANSPHARIK』を演出・振付。（共同プロデュース：ESCHSCHLORAQUE - 初演：ESCHSCHLORAQUE/ベルリン）
- 2011年 - ソロ作品『Crystal structure』を演出・振付。（共同プロデュース：Espace Écureil, Toulouse - 初演：Espace Écureil/トゥールーズ）
- 2012年 - ソロ作品『ABSTINENT』を演出・振付。（共同プロデュース：Clipa Aduma Festival - 初演：CLIPA THEATRE/テル・アビブ）
- 2012年 - ソロ作品『False Spring』を演出・振付。（共同プロデュース：Clipa Theatre - 初演：CLIPA THEATRE/テル・アビブ）
- 2012年 - 大野慶人（舞踏家）と舘形比呂一（ダンサー）との３名による作品『空』を一部振付。（初演：福島現代美術ビエンナーレ）
- 2012年 - ソロ作品『Coup de folie』を演出・振付。（共同プロデュース：中川運河キャナルアート、CLIPA THEATRE - 初演：CANAL ART/名古屋）
- 2013年 - ソロ作品『さくら』を演出・振付。（共同プロデュース：Maison de l’Architecture, Paris - 初演：Maison de l’Architecture/パリ）
- 2013年 - PIERRE MIROIR作品『ふれる』を演出・振付。（共同プロデュース：パリ市庁舎、JAPONAIDE、OKIAGARIKOBOSHI Project - 初演：パリ市庁舎/パリ）
- 2013年 - 工藤丈輝、若林淳ら５名の舞踏家による作品『降海の夢』を一部振付。（初演：座・高円寺1/東京 ）
- 2014年 - PIERRE MIROIR作品『あわい』を演出・振付。（共同プロデュース：JAPONAIDE , WAHA , パリ日本文化会館 - 初演：パリ日本文化会館大ホール/パリ）
- 2014年 - PIERRE MIROIR作品『CANAL HOUSE』を演出・振付。（共同プロデュース：中川運河キャナルアート - 初演：CANAL ART/名古屋）
- 2014年 - PIERRE MIROIR作品『Nomads』を演出・振付。（アーティスト・イン・レジデンス：フランス国立ダンスセンター - 初演：Jerusalem's International Dance Week/エルサレム）
- 2014年 - PIERRE MIROIR作品『Betweenness-Encounter』を演出・振付。（共同プロデュース：中川運河キャナルアート　アーティスト・イン・レジデンス：CND Pantian 、Entrepont、MICADANCE、Theatre de Verre、リンナイ旧部品センター　協力：JAPONAIDE　　協賛：リンナイ株式会社 - 初演：Center National de la Danse/パリ）
- 2015年 - ソロ作品『REI』を演出・振付。（アーティスト・イン・レジデンス：リンナイ旧部品センター - 初演：六行会ホール/東京）
- 2015年 - usaginingen、Emi Miyoshi、Azusa Nishimuraら５名による作品『Anonymous Trip』を一部振付。（会場：E-WERK/フライブルク）
- 2015年 - ソロ作品『空気の茶室』を演出・振付。（共同プロデュース：Maidans - 初演：Lørenskog danse festival/ローレンスコグ）
- 2016年 - 森永泰弘作品：『Marginal Gongs』を振付。（共同プロデュース：Theater GARASI Indonesia、ARTFACTORY Singapore - 初演：スパイラルホール/東京）
- 2016年 - 月灯りの移動劇場作品：『はてしない物語』（協賛：リンナイ株式会社、マキタ株式会社、助成：イエローエンジェル - 初演：六行会ホール/東京）
- 2016年 - マレーシア人振付家 リー・スイキョンとの共同振付作品『リチャード三世』を演出・振付。（共同プロデュース：The Kuala Lumpur Perfoming Arts Center - 初演：KLPAC/クアラルンプール）
- 2016年 - 月灯りの移動劇場作品：『CANAL MEMORY』（助成：中川運河ARToC10 - 初演：月灯りの野外劇場/名古屋）
- 2017年 - スペイン人ダンサー Lucia Vazquezとの共同振付作品『Flying birds』を演出・振付。（アーティスト・イン・レジデンス：セルバンテス文化センター - 初演：セッションハウス/東京）
- 2017年 - ソロ作品『現・印象主義』を演出・振付。（共同プロデュース：ベルタンポワレ劇場- 初演：ベルタンポワレ劇場/パリ）
- 2017年 - 中川晃教コンサート『Seasons of love』を振付。（初演：中日劇場）
- 2017年 - 月灯りの移動劇場作品：『アイゥオーラおばさまの家』（助成：中川運河ARToC10 - 初演：リンナイ旧部品センター特設野外ステージ/名古屋）

## 《舞台》出演歴
2017年
- 2017.1 – ダミアン・ジャレ＋名和晃平作品：横浜ダンスコレクション『VESSEL』（会場：赤レンガ倉庫/神奈川）
- 2017.4 - 浅井信好+Lucia Vazquez 共同製作作品『Flying birds』（会場： セッションハウス/東京）
- 2017.4 - 浅井信好+Lucia Vazquez 共同製作作品『Flying birds』（会場： セルバンテス文化センター/東京）
- 2017.4 - 浅井信好+Lucia Vazquez 共同製作作品『Flying birds』（会場： ユースクエア /名古屋）
- 2017.5 – ダレン・ジョンストン作品：『ZERO POINT』（会場：Barbican center/ロンドン）
- 2017.6 – ソロ作品：『現・印象主義』（会場：ベルタンポワレ劇場/パリ）
- 2017.8 - 浅井信好+Lucia Vazquez 共同製作作品『Flying birds』 （会場： NDA international dance festival /ソウル）
- 2017.9 - 中川晃教作品『Seasons of love』（会場：中日劇場/名古屋）
- 2017.9 - 中川晃教作品『Seasons of love』（会場：新歌舞伎座/大阪）
- 2017.9 - PIERRE MIROIR作品『NOMADS』（会場：L1 dance fest/ブダペスト）
- 2017.10 - 中川晃教作品『Seasons of love』（会場：明治座/東京）
- 2017.10 – 月灯りの移動劇場：『アイゥオーラおばさまの家』（会場：リンナイ旧部品センター特設野外劇場/名古屋）

2016年
- 2016.2 – PIERRE MIROIR作品：福岡ダンスフリンジフェスティバル『Nomads』（会場：ぽんプラザホール/福岡）
- 2016.4 - 月灯りの移動劇場作品：『はてしない物語』（会場：六行会ホール/東京）
- 2016.4 - 広崎うらん作品：REVO2016『SESSION』（会場：新国立劇場小ホール/東京）
- 2016.5 - ソロ作品：MODAFE 2016『ABSTINENT』（会場：Arko Arts Theater/ソウル）
- 2016.6 – ダレン・ジョンストン作品：『ZERO POINT』（会場：高知県立美術館ホール/高知）
- 2016.7 - 浅井信好＋リー・スイキョン共同製作作品：『リチャード三世』（会場：The Kuala Lumpur Perfoming Arts Center/クアラルンプール）
- 2016.9 - ダミアン・ジャレ＋名和晃平作品：京都岡崎音楽祭 OKAZAKI LOOPS『VESSEL』（会場：ロームシアター/京都）
- 2016.9 - 月灯りの移動劇場作品：『はてしない物語』（会場：中川文化小劇場/名古屋）
- 2016.9 - 月灯りの移動劇場作品：『CANAL MEMORY』（会場：リンナイ旧部品センター特設劇場/名古屋）
- 2016.9 - 月灯りの移動劇場作品：『はてしない物語』（会場：川の家サロン/多治見）
- 2016.9 - 月灯りの移動劇場作品：DANCE NEW AIR2016『はてしない物語』（会場：クロスシアター/東京）
- 2016.10 - ダミアン・ジャレ＋名和晃平作品：瀬戸内国際芸術祭『VESSEL』（会場：特設ステージ/犬島）
- 2016.11 – 森永泰弘作品：『Marginal Gongs』（会場：スパイラルホール/東京）
- 2016.12 – アンサンブル室町作品：『Merry Christmas Mr.Erik Satie!』（東京文化会館/東京）

2015年
- 2015.4 - ソロ作品：『REI』（会場：六行会ホール/東京）
- 2015.5 - コラボレーション作品：『Anonymous Trip』（会場：E-WERK/フライブルク）
- 2015.5 - ソロ作品：MAIDANS2015『空気の風景』（会場：Maidans - Lørenskog dansefestival/ローレンスコグ）
- 2015.8 - ソロ作品：『ABSTINENT』（会場：別府現代芸術フェスティバル2015/別府）
- 2015.8 - アレッシオ・シルベストリン作品：『音楽とダンス』（会場：ウィメンズプラザホール/東京）
- 2015.10 - PIERRE MIROIR作品：『CANAL ART』（会場：リンナイ旧部品センター/名古屋）
- 2015.11 - 危口統之作品：フェスティバルトーキョー15『死の舞踏』（会場：すがも創造舎/東京）
- 2015.11 - コラボレーション作品：『le labyrinthe Intangible』（会場：サブロン劇場/ヌイイ＝シュル＝セーヌ）
- 2015.11 - ソロ作品：『ABSTINENT』（会場：Black box/オスロ）
- 2015.12 - ソロ作品：『空気の風景』（会場：なかのZERO/東京）

2014年
- 2014.1 - ナセラ・ベラザ作品：『La Traversée』（会場： Center Choreograph National Nante/ナント）
- 2014.1 - ナセラ・ベラザ作品：『La Traversée』（会場：Theatre Freiburg/フライブルク ）
- 2014.2 - ナセラ・ベラザ作品：『La Traversée』（会場：Atelier de Paris - Carolyn Carlson/パリ）
- 2014.2 - ソロ作品：『ABSTINENT』（会場：Orfeó Lleidatà/リェイダ）
- 2014.2 - ソロ作品：『虚空』（会場： ベルタン・ポワレ劇場/パリ）
- 2014.3 - PIERRE MIROIR作品：『Betweenness』（会場：パリ日本文化会館 /パリ）
- 2014.3 - ソロ作品：『ABSTINENT』（会場： Tenri KulturWerkstatt/ケルン）
- 2014.3 - ナセラ・ベラザ作品：『La Traversée』（会場： Center Choreograph National Belfort/ベルフォート）
- 2014.4 - ナセラ・ベラザ作品：『La Traversée』（会場： Institut Français Meknes/メクネス）
- 2014.4 - ナセラ・ベラザ作品：『La Traversée』（会場： Institut Français Marrakech/マラケーシュ）
- 2014.4 - ナセラ・ベラザ作品：『La Traversée』（会場： Institut Français Casablanca/カサブランカ）
- 2014.5 - ナセラ・ベラザ作品：『La Traversée』（会場：Thaatre Monty/アントワープ）
- 2014.6 - ナセラ・ベラザ作品：『La Traversée』（会場：Center Choreograph National Orleans/オルレアン）
- 2014.11 - PIERRE MIROIR作品：CANAL ARTvol.4『CANAL HOUSE』（会場：リンナイ旧部品センター/名古屋）
- 2014.11 - PIERRE MIROIR作品：『Nomads』（会場：Jerusalem's International Dance Week/エルサレム）
- 2014.12 - PIERRE MIROIR作品：『CANAL HOUSE』（会場：Theatre de Verre/パリ ）
- 2014.12 - PIERRE MIROIR作品：『Betweenness-Encounter』（会場：L'Entre-Pont Nice/ニース ）
- 2014.12 - PIERRE MIROIR作品：『Betweenness-Encounter』（会場：Center National de la danse Pantin /パリ）

2013年
- 2013.3 - ソロ作品：『ABSTINENT』（会場：ARTE LAGUNA AWARD/ヴィネチア）
- 2013.3 - ソロ作品：『SAKURA』（会場：Maison de l’Architecture, Paris/パリ）
- 2013.5 - ソロ作品：『ABSTINENT』（会場：ベルタン・ポワレ劇場/パリ）
- 2013.5 - ソロ作品：『ABSTINENT』（会場：Da-end/パリ）
- 2013.5 - ソロ作品：『ABSTINENT』（会場：Festival Afrik Urbanarts/アビジャン）
- 2013.7- ソロ作品：『NODA』（会場：gallery USAGI/パリ）
- 2013.7- ソロ作品：『NODA』（会場：gallery Metanoïa/パリ）
- 2013.10 - 工藤丈輝作品：『降海の夢』（会場：座・高円寺/東京 ）
- 2013.11 - ソロ作品：『ABSTINENT』（会場：Barcelona Butoh Festival/バルセロナ ）
- 2013.12 - PIERRE MIROIR作品：『ふれる』（会場：Hotel de Ville Paris/パリ）

2012年
- 2012.1 -ソロ作品：『ABSTINENT』（会場：Clipa Aduma International Festival/テル・アビブ）
- 2012.7 -コラボレーション作品：『Special Session』（会場：La Cavern/パリ）
- 2012.8 -MARIA KONG作品：『Yohji Yamamoto exhibition perfomance with Maria Kong』（会場：Horn Art Center/ホロン）
- 2012.8 -ソロ作品：『False Spring』（会場：Theatre CLIPA/テル・アビブ）
- 2012.9 -ソロ作品：『空』（会場：福島現代美術ビエンナーレ/福島）
- 2012.10 -ソロ作品：『Coup de folie』（会場：鬼頭運輸倉庫/名古屋）

2011年
- 2011.1 – 山海塾作品：『KARA/MI』（会場：北九州芸術劇場/福岡）
- 2011.1 – 山海塾作品：『KARA/MI』（会場：世田谷パブリックセンター /東京）
- 2011.2 - 山海塾作品：『TOBARI』（会場：世田谷パブリックセンター /東京）
- 2011.2 - ソロ作品：『Crystal structure』（会場：Fondation d’Entreprise Espace Ecureuil/トゥールーズ）
- 2011.3 - 山海塾作品：『TOBARI』（会場：兵庫県立芸術文化センター /兵庫）
- 2011.3 - ソロ作品：『Crystal structure』（会場：Universidad complutense de madrid/マドリード）
- 2011.5 - 山海塾作品：『TOBARI』（会場：Theater Bonn /ボーン）
- 2011.5 - 山海塾作品：『TOBARI』（会場：Teo Otto Theater / レムシャイト）
- 2011.5 - 山海塾作品：『TOBARI』（会場：Frankfurt LAB / フランクフルト）
- 2011.5 - 山海塾作品：『TOBARI』（会場：Theater Heilbronn / ハイルブロン）
- 2011.6 - 奥野衆英作品『Contre les flots』（会場：Galerie Vivienne/パリ）
- 2011.12 – 山海塾作品：『KAGEMI』（会場：Athens Pallas Theater / アテネ）

2010年
- 2010.1 – 山海塾作品：『TOBARI』（会場：Opera de Rouen/ルーアン）
- 2010.1 – 山海塾作品：『TOBARI』（会場：Scene National de Valenciennes/ヴァランシエンヌ）
- 2010.1 – 山海塾作品：『KINKAN-SHONEN』（会場：Scene National de Doual/ドゥエー）
- 2010.1 – 山海塾作品：『KINKAN-SHONEN』（会場：Theatre Anne de Bretagne/ヴァンヌ）
- 2010.1 – 山海塾作品：『KINKAN-SHONEN』（会場：Scene National de Chateau Gontie/シャトー・ゴンティエ）
- 2010.1 – 山海塾作品：『KINKAN-SHONEN』（会場：Scene National d'Orlean/オルレアン）
- 2010.1 – 山海塾作品：『KINKAN-SHONEN』（会場：Maison de la Dance/リヨン）
- 2010.1 – 山海塾作品：『KINKAN-SHONEN』（会場：La Rampe/エシロル）
- 2010.3 - 広崎うらん作品『Tears』（会場：スーパーデラックス/東京）
- 2010.5 – 山海塾作品：『KARA/MI』（会場：Theatre de la Ville,Paris/パリ）
- 2010.8 – 黒藤院作品：『うつしみ』（会場：シアターいわと/東京）
- 2010.9 - コラボレーション作品：『TANSPHARIK』（会場：ESCHSCHLORAQUE/ベルリン）
- 2010.9 – 山海塾作品：『TOBARI』（会場：Palais de Beaux-Arts/ブリュッセル）
- 2010.9 – 山海塾作品：『TOBARI』（会場：Theatro Sociale in Trento/トレント）
- 2010.9 – 山海塾作品：『TOBARI』（会場：Teatro do Sesi/ポルトアルグレ）
- 2010.9 – 山海塾作品：『TOBARI』（会場：Teatro Alfa/サンパウロ）
- 2010.9 – 山海塾作品：『TOBARI』（会場：Teatro Castro Alvis/サルバドール）
- 2010.9 – 山海塾作品：『TOBARI』（会場：Theatre Maisonneuve/モントリオール）
- 2010.10 – 山海塾作品：『TOBARI』（会場：Joyce Theater/ニューヨーク）
- 2010.10 – 山海塾作品：『TOBARI』（会場：Harris Theater/シカゴ）
- 2010.10 – 山海塾作品：『TOBARI』（会場：Power Center/アンナーバー）
- 2010.10 – 山海塾作品：『TOBARI』（会場：The Granada/サンタバーバラ）
- 2010.10 – 山海塾作品：『TOBARI』（会場：Irvine Barclay Theatre/アーバイン）
- 2010.11 – 山海塾作品：『TOBARI』（会場：Paramount Theater/シアトル）
- 2010.11 – 山海塾作品：『TOBARI』（会場：Vancouver Playhouse/バンクーバー）
- 2010.11 – 山海塾作品：『TOBARI』（会場：Memorial Auditorium/スタンフォード）
- 2010.12 – 山海塾作品：『TOKI』（会場：グリーンホール相模原/神奈川）

2009年
- 2009.2 – 山海塾作品：『KINKAN-SHONEN』（会場：Athens Pallas Theater/アテネ）
- 2009.2 – 山海塾作品：『TOKI』（会場：Concertgebouw/ブルージュ）
- 2009.2 – 山海塾作品：『KINKAN-SHONEN』（会場：Le Cratere/アレス）
- 2009.3 – 山海塾作品：『KINKAN-SHONEN』（会場：L'Opera-theatre d'Avignon/アヴィニヨン）
- 2009.3 – 山海塾作品：『KINKAN-SHONEN』（会場：La Comedie de Clermont-Ferrand/クレルモン・フェラン）
- 2009.3 – 山海塾作品：『KINKAN-SHONEN』（会場：池袋芸術劇場/東京）
- 2009.5 - 鈴木勝秀作品：『Missing boys』（会場：赤坂ACTシアター/東京）
- 2009.6 - ジョン・ケアード作品：『真夏の夜の夢』（会場：新国立劇場中ホール/東京）
- 2009.10 -ソロ作品：『TSUBAKI』（会場：Plan-B/東京）

2008年
- 2008.2 – 山海塾作品：『KINKAN-SHONEN』（会場：The Kennedy Center/ワシントン）
- 2008.5 – 山海塾作品：『TOBARI』（会場：Theatre de la ville/パリ）
- 2008.5 – 山海塾作品：『TOKI』（会場：Theatre de la ville/パリ）
- 2008.5 – 山海塾作品：『TOKI』（会場：Maison de la Culture'dAmiens/アミアン）
- 2008.7 – 山海塾作品：『UTSUSHI』（会場：CNCDC Amphitheatre -Chateauvallon/オリウル）
- 2008.7 – 山海塾作品：『UTSUSHI』（会場：Stuedtiroler Kulturinstitut/ボルツァーノ）
- 2008.7 – 山海塾作品：『UTSUSHI』（会場：Kalamata Municipal Theatre/カラマタ）
- 2008.9 – 山海塾作品：『TOBARI』（会場：北九州芸術劇場/福岡）
- 2008.9 – 山海塾作品：『TOKI』（会場：熊本県立劇場/熊本）
- 2008.9 – 山海塾作品：『TOKI』（会場：琵琶湖ホール/滋賀）
- 2008.10 – 山海塾作品：『TOBARI』（会場：世田谷パブリックシアター/東京）
- 2008.10 – 山海塾作品：『TOKI』（会場：世田谷パブリックシアター/東京）
- 2008.10 – 山海塾作品：『TOKI』（会場：高知市文化プラザかるぽーと/高知）
- 2008.11 – 山海塾作品：『TOKI』（会場：まつもと市民芸術館/松本）
- 2008.11 – 山海塾作品：『KINKAN-SHONEN』（会場：Madrid Theatro Albenz/マドリード）
- 2008.11 – 山海塾作品：『KINKAN-SHONEN』（会場：Het Muziek Theater/アムステルダム）
- 2008.11 – 山海塾作品：『TOKI』（会場：Sadler's Wells/ロンドン）
- 2008.11 – 山海塾作品：『KINKAN-SHONEN』（会場：Sadler's Wells/ロンドン）
- 2008.11 – 山海塾作品：『KINKAN-SHONEN』（会場：Marcat de les Flors/バルセロナ）
- 2008.12 – 山海塾作品：『KINKAN-SHONEN』（会場：Teatro dela Laborale Escena/ヒホン）

2007年
- 2007.2 – 山海塾作品：『KINKAN-SHONEN』（会場：北九州芸術劇場/福岡）
- 2007.4 – 山海塾作品：『TOKI』（会場：北九州芸術劇場/福岡）
- 2007.5 – 山海塾作品：『TOKI』（会場：KraftWerk/ヴォルフスブルク）
- 2007.6 – ジョン・ケアード作品：『真夏の夜の夢』（会場：新国立劇場中ホール/東京）
- 2007.7 - 東宝芸能作品：『フェストオペラ』（会場：イクスピアリ/千葉）
- 2007.11 – 山海塾作品：『KINKAN-SHONEN』（会場：La Parvis Scenet/タルブ）
- 2007.11 – 山海塾作品：『KINKAN-SHONEN』（会場：Le Pin Galant/メリニャック）
- 2007.11 – 山海塾作品：『KINKAN-SHONEN』（会場：ODYSSUD/ブラニャック）
- 2007.12 – 山海塾作品：『KINKAN-SHONEN』（会場：Le Corum/モンペリエ）

2006年
- 2006.3 - Sudbury306作品：『PINK』（会場：スフィアメックス/東京）
- 2006.5 - ソロ作品：『Mather’s』（会場：本多劇場/東京）
- 2006.9 - 中西礼＋大駱駝艦作品：『黄金の刻』（会場：日本武道館/東京）
- 2006.9 - 林英哲＋天児牛大＋山口小夜子作品：『空海千響』（会場：国立劇場/東京）
- 2006.10 - ソロ作品：『語らない男』（会場：ルーテル市ヶ谷/東京）
- 2006.12 - 『アジア競技大会開会式』（会場：ハリーファ国際スタジアム/ドーハ）

2005年
- 2005.2 - ソロ作品：『錦秋』（会場：Magyar Allami Operahaz/ブダペスト）

2003年
- 2003.1 - デュオ作品：『M』（会場：The DOORS/東京）
- 2003.6 - ソロ作品：『深海』（会場：MOSIC/東京）
- 2003.8 - 友澤晃一作品：『サタデーナイトフィーバー・ザ・ミュージカル』（会場：新宿コマ劇場/東京）

2002年
- 2002.7 - 『Future and Dream』（会場：赤坂BLITZ/東京）

## 《TV、CF、ミュージックビデオ》振付・振付助手・出演歴
- 【CF】
- ＪＲ東日本「東京ステーションシティー・ミュージカル」篇
- めいほうグループ
- ラッキープラザ
- グリコポッキー「極細」「大阪」篇（新垣結衣）
- 明治製菓 アミノコラーゲン（滝沢秀明）
- スカイパーフェクＴＶ（KAT-TUN）
- KEIRIN（小池栄子・キャイーン）
- マルちゃん麺づくり「ウマイレボリューション」篇
- 日清 麺職人（稲垣吾郎）
- NTTコミュニケーションズ「００３３」篇（山口智充・吹石一恵）
- シーブリーズ「いいアセ・ダッシュ」篇（堀北真希 ）
- ビタミン炭酸MATCH「いい汗ダッシュ」（SAEKO）篇  その他多数

【映画】
- 2007年2月公開「バブルへGO!!」（馬場康夫監督）
- 2006年5月公開「嫌われ松子の一生」（中島哲也監督）

【ミュージックビデオ＆コンサート】
- BONNIE PINK「So Wonderful」
- ユンナ 「タッチ」
- 奥田民生 「海の中へ」
- SMAP「クイズの女王」＊ドームツアーコンサートで使用
- マキシマム・ザ・ホルモン「恋のメガラバ」
- SCISSOR SISTERS「She’s my man」

サカナクション「SORATO」
- 中川晃教「Seasons of love」コンサート
- Psysalia Psysalis Psyche「Titan Arum」「XYZ」  その他多数

【TV】
- フジテレビ：SMAPクリスマスドラマ「X'smap」（中島哲也監督）
- ＴＢＳ：花より男子２　最終回エンディングダンスシーン

## 《インスタレーション》グループ展、個展歴
- 2009.9~10 - 個展『潮夢』（会場：ギャラリーef/東京）
- 2011.5~6 - 個展『Pietra specchiante / Mirror Stone』（会場：Marselleria/ミラノ）
- 2012.6 - 個展『Landscape』（会場：アトリエダリア/名古屋）
- 2012.9 - グループ展『潮夢』（会場：ギャラリーマスガ/福島）

- 2012.9 - グループ展『BREATH』（会場：福島現代美術ビエンナーレ/福島）
- 2013.2 - 個展『Floraison du corps hors saisons』（会場： Galerie de l’Europe/パリ）
- 2013.5~7 - グループ展『Butterfly』（会場：Gallery Da-End/パリ）
- 2013.7~8 - 個展『BREATH』（会場：Gallery IMA/東京）
- 2013.11~12 - グループ展『Mujô-Kan』（会場：Gallery Da-End/パリ）
- 2015.5 - グループ展『MAIDANS2015』（会場：Lørenskog Hus/ローレンスコグ）
- 2016.5 - 個展『BREATH』（会場：富山市ガラス美術館/富山）

- 2016.5 - グループ展『Contemporary Butoh Meetings Vol. 1』（会場：Tatwerk Performative Forschung/ベルリン）

## 《インスタレーション》ビデオダンス製作歴
- 2006.2 - ビデオインスタレーション『Levis Winter Press Exhibition』（会場：東京）
- 2010.6 - ビデオ作品『Tunnel』（担当：振付、ダンス）
- 2011.2 - ビデオインスタレーション『individual sentiments』（会場：individual room/ パリ）
- 2011.5~6 - ビデオインスタレーション『くまや』（会場：Marselleria/ミラノ）
- 2011.9 - ビデオ作品『Crack』（担当：演出、振付、ダンス、編集）
- 2012.7 - グループ展『Mal du pays』（会場：Dublin Butoh Festival/ダブリン）
- 2014.1 - ビデオ作品『回路』（担当：演出、振付）
- 2014.1 - ビデオ作品『ジャン・ヌーベル』（担当：振付）
- 2014.5~6 - グループ展『鳥居』（会場：Danca em foco festival/サンパウロ）
- 2014.6 - プロモーションビデオ『Neil』（クライアント： Cote et Ciel/担当：ダンス）
- 2014.9 - ビデオ作品『エンドレスロード』（担当：演出、振付、ダンス、編集）
- 2014.9 - ミュージックビデオ『TRMTRM ／ 海と性』（担当：演出、振付、ダンス、編集）
- 2014.11 - ビデオインスタレーション『CANAL HOUSE』（会場：CANAL ART /名古屋）